# Dead to Rights (séries)
Dead to Rights é uma série de videogames neo-noir e de tiro em terceira pessoa. O jogo focaliza em Jack Slate, um policial da cidade fictícia Grant, e seu parceiro K-9 Shadow. Há um total de quatro jogos na série.

## Jogos

### Dead to Rights
O Dead to Rights, o primeiro jogo da série, foi desenvolvido pela Namco e lançado como um exclusivamente para o Xbox em 2002. Os lançamentos para PlayStation 2 e Nintendo GameCube seguiram depois, e o jogo foi portado para Microsoft Windows um ano depois.
O jogo se concentra em Jack Slate, um policial parceiro de seu cão Shadow As duas patrulhas Grant City, uma metrópole aparentemente habitada por mais criminosos do que cidadãos honestos.  Uma noite, durante uma patrulha de rotina, Jack responde a uma chamada em uma zona de construção, apenas para encontrar seu próprio pai assassinado. Em busca do assassino de seu pai, Jack é conduzido através de um labirinto de crime e corrupção.

### Dead to Rights II
O "Dead to Rights II", o segundo jogo da série, é uma prequela do primeiro jogo, desenvolvido pela Widescreen Games e lançado para Microsoft Windows, Xbox, e PlayStation 2. O jogo retém muitos dos elementos de jogabilidade do jogo original. Ele se concentra na busca de Jack e Shadow por um juiz respeitável e um amigo sequestrado do pai de Jack.

### Dead to Rights:Reckoning
Dead to Rights:  Reckoning, é o terceiro jogo da série, foi desenvolvido pela Rebellion Developments e serve como prequela a Dead to Rights II, tornando-o cronologicamente o mais antigo da série. Ele se concentra em Jack Slate resgatando a filha raptada de um funcionário da Grant City.

### Dead to Rights:  Retribution
Dead to Rights:  Retribution é uma reinicialização da série e da quarta parcela em geral, focalizando o vice oficial Jack Slate e seu companheiro canino Shadow expondo elementos criminosos na metrópole em ruínas de Grant City. Pela primeira vez na série, os jogadores podem lutar como Shadow.